# Kaijansaari (ö i Norra Savolax, Norra Savolax, lat 63,28, long 26,73)
Kaijansaari är en halvö i Finland. Den ligger i sjön Haapajärvi och i kommunen Pielavesi i den ekonomiska regionen  Övre Savolax ekonomiska region  och landskapet Norra Savolax, i den centrala delen av landet, 400 km norr om huvudstaden Helsingfors.